# Furthmühle Pram

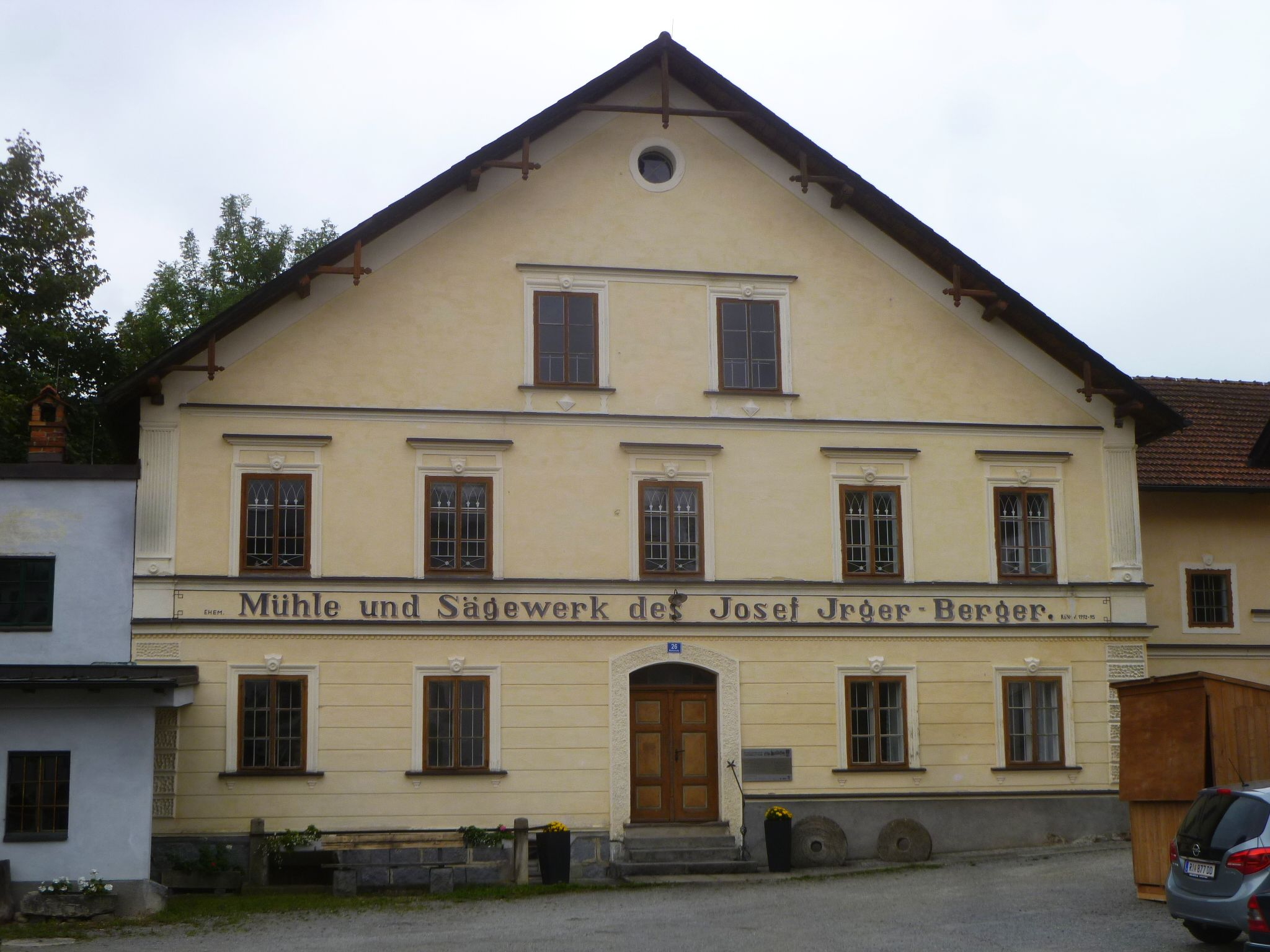
Gebäude der Furthmühle Pram

Die Furthmühle Pram ist eine ehemalige Getreide- und Sägemühle aus dem 14. Jahrhundert in der oberösterreichischen Gemeinde Pram. Sie ist die letzte erhaltene von ursprünglich 43 Mühlen, die am Fluss Pram standen. Sie wurde 1992 vom Kulturverein Furthmühle übernommen und fungiert nun als Freilichtmuseum. Das Gebäude steht unter Denkmalschutz.

## Geschichte
Die Furthmühle Pram wird 1371 das erste Mal in einer Auflistung des Grafen Schaunbergs als „Pram, mul und sag, furtmul zu Pram“ erwähnt. Der Name Furthmühle rührt von einer seichten Stelle im Wasser, einer Furt, an der es möglich ist den Fluss ohne Hilfsmittel zu überqueren. Bis ins 20. Jahrhundert wurde die Mühle von etwa 140 Bauern aus zwölf Gemeinden mit Getreide versorgt. Das Prinzip des „Mauthens“ wurde bis zur Zeit zwischen der Weltkriegen genutzt, bei dem der Müller rund zehn Prozent des Erzeugnisses für sich behält.  Seit Beginn der Elektrifizierung 1918 wird die Mühle durch ein kleines Kraftwerk versorgt, für hohen Verbrauch bei Veranstaltungen standen zwei Akkumulatoren bereit. 1922 wurde die Pramer Lichtgesellschaft gegründet. die die Stromkunden übernahm.
Ein Besitzerwechsel ist von 1625 belegt. Nach einem Brand  im Jahre 1898 baute Amalia Pichler die Mühle wieder auf. Sie heiratete Josef Irger-Berger, sodass die Mühle in seinen Besitz überging. Als Amalia 1910 verstarb, heiratete er Maria Mühlbeck, die ihm die Kinder Alois und Marianne gebar. Marianne übernahm die Mühle 1937 bis zu ihren Tod 1987. 1991 verkaufte die Familie Wageneder die Mühle an die Gemeinde Pram.
1992 wurde der Kulturverein Furthmühle gegründet, der sich die Erhaltung und den Betrieb sowie das Angebot von Veranstaltungen zur Aufgabe gemacht hat.

## Angebot

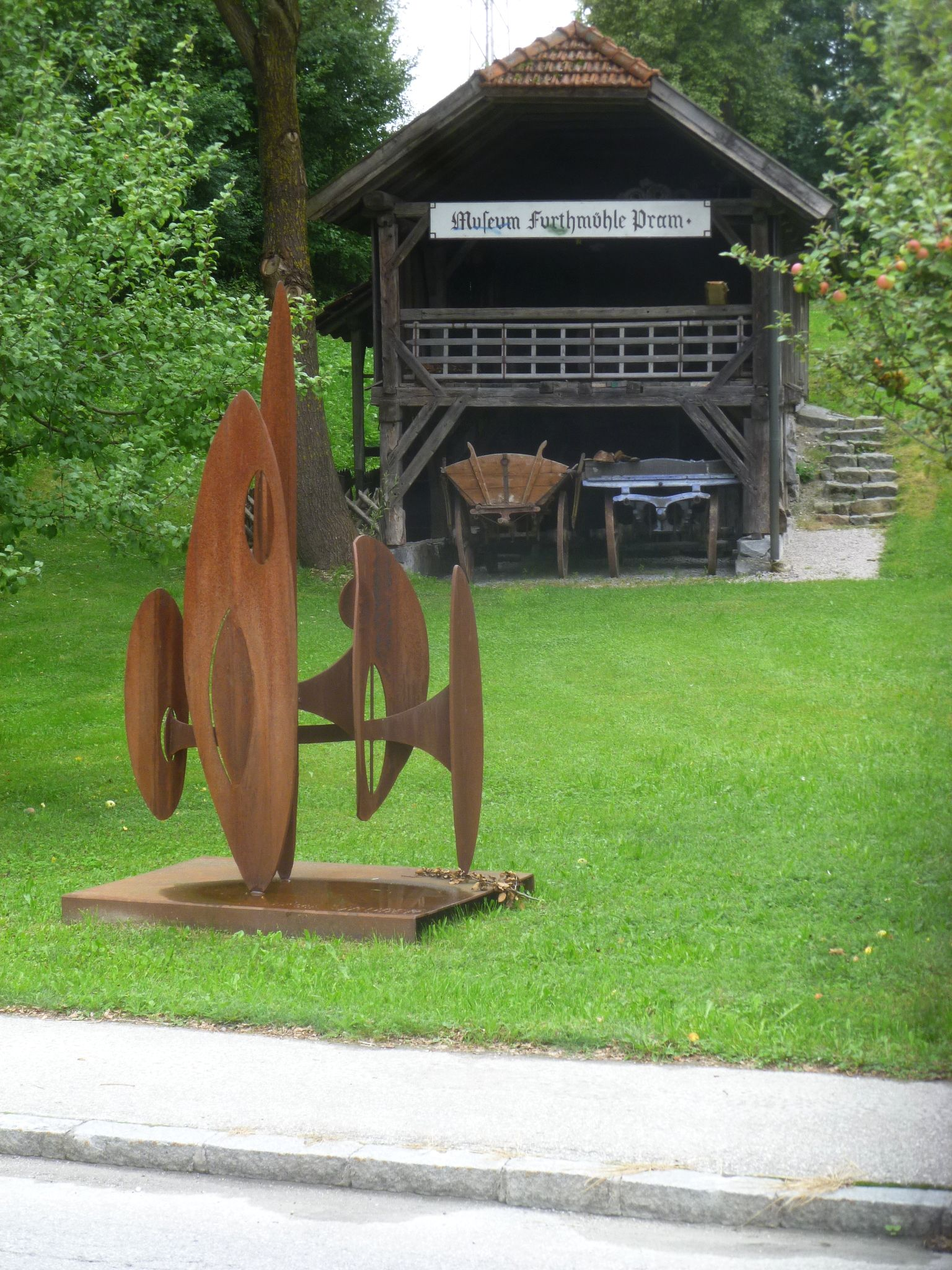
Museum Furthmühle

Es ist möglich, die Mühle und das Sägewerk zu besichtigen. Der Verein stellt Audioguides und Stationen für die Erkundigung mit Hilfe des Smartphones bereit. Es gibt die Möglichkeit an dem Workshop „Vom Korn zum Brot“ teilzunehmen, in dem die Verarbeitung von Korn und Mehl behandelt wird. Die Mühle kann für Seminare und Hochzeiten genutzt werden. Es finden Veranstaltungen statt. Samstags wird ein Bauernmarkt organisiert und im November gibt es auf dem Leopoldimarkt verschiedene Handwerkskünste zu sehen.